# Aplocheilus werneri
Аплохейлус Вернера (Aplocheilus werneri) — дрібний тропічний прісноводний вид риб з родини аплохейлових (Aplocheilidae).
Для рибальства не становить інтересу. Має певну комерційну цінність як акваріумна риба.

## Опис
Максимальний розмір — 9,0 см загальної довжини. На боках присутні темні поперечні смуги. В самок нижня частина хвостового стебла темна.

## Поширення
Ендемік Шрі-Ланки. Зустрічається нечасто. Відомий лише з чотирьох місцевостей, розташованих у вологих низинних районах на півдні країни (басейни річок Бентара (англ. Bentara), Ґін (англ. Gin Ganga) і Нілвала (англ. Nilwala)). Розрахункова площа ареалу поширення аплохейлуса Вернера становить 2511 км², а площа відомих районів проживання виду — лише 144 км².
Доступні дані про чисельність популяцій обмежені. Існує загальна тенденція до скорочення середовищ, придатних для існування аплохейлуса Вернера, через швидке розширення територій, зайнятих під сільське господарство, спорудження дамб і загат, лісозаготівельні роботи, житлову забудову. Додаткові загрози існуванню виду становлять викиди у воду промислових відходів, потрапляння до ґрунтових вод агрохімікатів та пестицидів, вилов риб для торгівлі акваріумними рибами, поширення інвазивних видів.

## Спосіб життя
Населяє невеличкі мілкі водойми з повільною течією, сильно затінені струмки та річечки з мулистим або глинистим дном. Надає перевагу ділянкам з густою рослинністю.
Дрібний хижак. Харчується комахами та мальками риб.
Нереститься на рослини.

## Утримання в акваріумі
Аплохейлуса Вернера іноді тримають в акваріумах. Добре почувається за слабкого освітлення та наявності достатньої кількості схованок. Корисними є плавучі рослини. Риби добре стрибають, тому акваріум щільно накривають кришкою. Температура 22-26 °C, показник pH 6,4-7,2.
Незважаючи на хижацьку природу виду, аплохейлуса Вернера можна тримати в спільному акваріумі. На риб, занадто великих, щоб можна було вважати їх за здобич, він не нападає. В неволі бере всі звичайні види кормів.
Легко розводиться. На нерест саджають одного самця та двох самок. Риби нерестяться протягом двох тижнів, щодня відкладаючи по 10-30 ікринок.